# 델타 (영화)
델타(The Delta)는 미국에서 제작된 아이라 잭스 감독의 1996년 영화이다. 쉐인 그레이 등이 주연으로 출연하였고 마곳 브리저 등이 제작에 참여하였다.

## 출연

### 주연
- 쉐인 그레이
- 탱 챈

### 조연
- 모세스 피어스
- 래리 레이놀즈